# Reglamento de defensa 18B
Reglamento de defensa 18B, A menudo denominado simplemente 18B, fue uno de los Reglamentos de Defensa utilizados por el Gobierno británico durante y antes de la Segunda Guerra Mundial. El nombre completo de la norma era Reglamento 18B del Reglamento (General) de Defensa de 1939. Permitía el internamiento sin juicio de personas sospechosas de oponerse activamente a la guerra en curso con Alemania durante la Segunda Guerra Mundial, como elementos separatistas (por ejemplo, republicanos irlandeses). sospechosos de estar involucrados en la Campaña de Sabotaje) o eran sospechosos de simpatizar ideológicamente con los nazis (esto incluía a miembros de la Unión Británica de Fascistas y grupos similares). El efecto de la 18B fue suspender el derecho de los individuos afectados al habeas corpus.

## Otros antecedentes
En el año 1934, Sir Oswald Mosley de las camisas negras se manifestaron en el Hyde Park en la ciudad de Londres, se presentó junto con su grupo especial formado por políticos y otros integrantes en contra del gobierno. En aquel evento de fuerzas también participó Eric Hamilton Piercy, Oficial encargado junto con Mosley de las camisas negras británicas. Enric Hamilton Piercy fue uno de los primeros hombres en responder al llamado de emergencia del gobierno para rescatar las fuerzas expedicionarias británicas en las playas de Dunkerque bajo el ataque masivo alemán. Cuando regresaron fueron puestos en prisión por ser sospechosos de ser espías alemanes. 
La compilación final fue realizada por John Warburton y Jeffrey Wallder, bajo la ley de libertad de prensa (freedom of information FOI). Londres, noviembre 2005, reeditado en el año 2008. Fuentes de justificación de la publicación: Denis Gordon, formó parte de la evacuación en Dunkerque, en su retorno al Reino Unido decidió emigrar a Australia. Luigi Albertini, italiano y de sangre anglosajona fue detenido a los 16 años; Richard Reynell Bellamy, director de propaganda de la Unión Británica. Red Buck, líder del distrito de la Unión Británica en Leeds, al noroeste de Londres. John Charnley, líder del distrito en Hull, Heather Donovan, esposa de Bryan Donovan, asistente del director general de la Unión Británica.